# Drepanosticta dulitensis
Drepanosticta dulitensis är en trollsländeart som beskrevs av Douglas E. Kimmins 1936. Drepanosticta dulitensis ingår i släktet Drepanosticta och familjen Platystictidae. Inga underarter finns listade i Catalogue of Life.